# Dessablage
Le dessablage est une opération qui consiste à enlever le sable pour épurer l'eau.

## Épuration des eaux

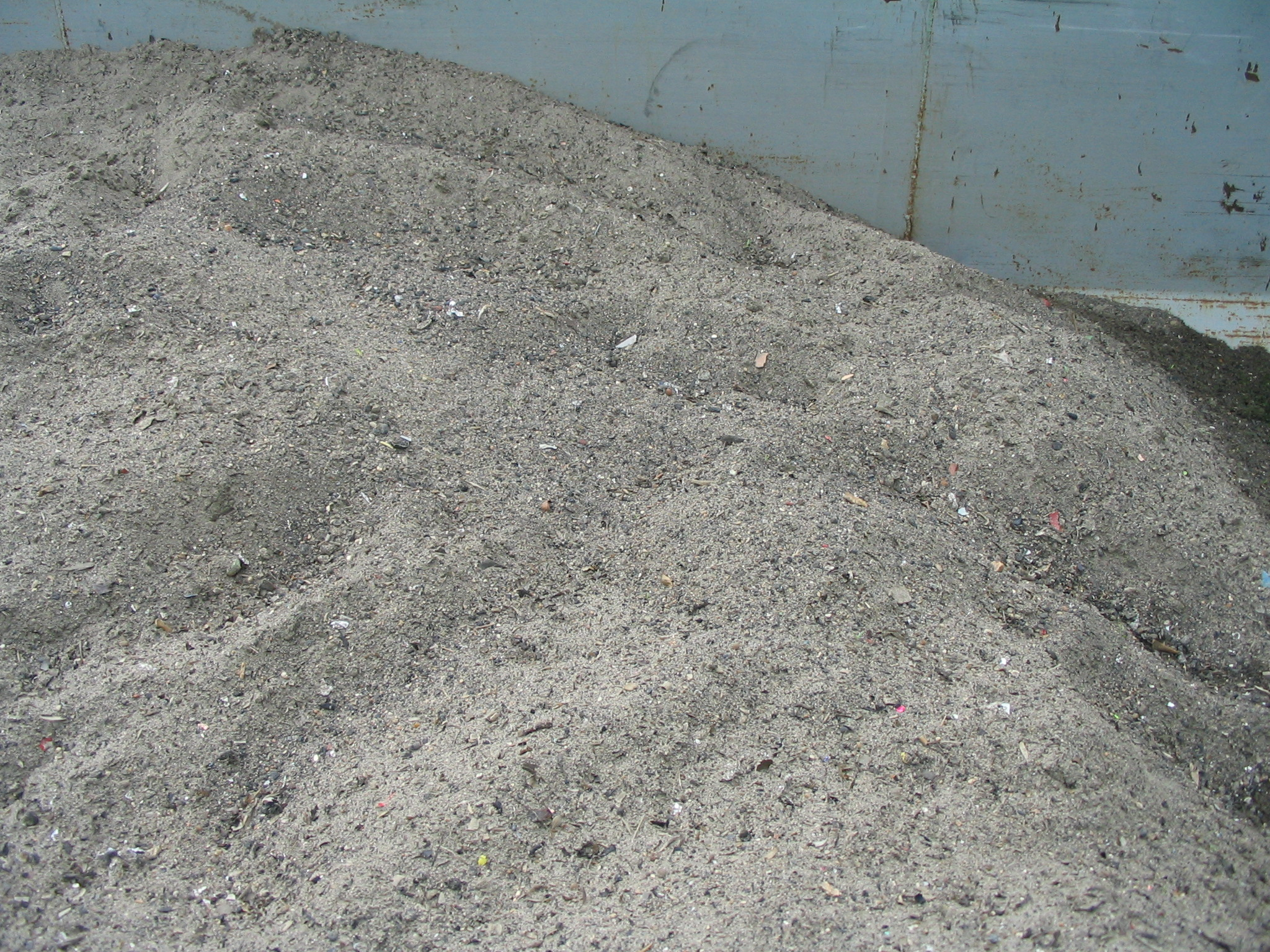
Résidus de dessablage à la station de traitement des eaux de Oupeye (AIDE).
Les gros morceaux ont été retenus lors du dégrillage. Des bassins de 45 mètres de long retiennent 95 % des particules de plus de 200 µm. Le sable est lavé et essoré avant d'être mis en container.

Pour ce qui est de l'épuration des eaux, l'opération de dessablage a pour fonction d'enlever les matières abrasives, sables et autres particules lourdes, qui pourraient endommager les équipements 
mécaniques de traitement des boues et embourber les canaux et les bassins.  La séparation est obtenue par décantation dans une eau relativement calme.  Il faut noter que les particules solides ont des vitesses de sédimentation d'autant plus lente que les particules sont plus fines.  Les bassins sont donc longs et pas trop profonds.  Le fond du bassin est raclé pour en extraire le 'sable'.

## Érosion
Il peut aussi s'agir du dégarnissement d'un terrain du sable dont il était couvert. La pluie a dessablé les allées. 

## Dessablage en fonderie
C'est une opération de démoulage qui en termes de fonderie ou en termes d'Arts, il signifie particulièrement l'élimination du sable qui a servi à former le moule dans lequel on a coulé une pièce de métal. Dessablage d'une statue réaliée en moulage en sable.
Il comporte intervient après les phases de débourrage (fonderie) et de décochage